# Abdul El Salem Mohamed Aref
Abdul El Salem Mohamed Aref, iraški maršal in politik, * 1921, Bagdad, † 13. april 1966, južni Irak (nesreča helikopterja).
Aref je bil predsednik Iraka (1963–1966).

## Življenjepis
Aref je bil med revolucijo leta 1958 poveljnik oklepnih enot, ki so zavzele Bagdad in tako zlomile dotedaj vladajočo monarhijo.
Nato je bil imenovan za namestnika predsednika vlade in notranjega ministra. Kmalu zatem je bil aretiran, obtožen veleizdaje, obsojen na smrt in pomiloščen. V basističnem puču 1963 je postal predsednika Iraka, kar je opravljal do smrti 1966.